# Brovč
Brovč je priimek več znanih Slovencev:
- Andrej Brovč (1909—1981), delavec, član organizacije TIGR in politik
- Ljubo Brovč (1919—1974), slikar
- Mirko Brovč (1914—1998), član organizacije TIGR